# Анянъя
Анянъя (устар. Ананъя) — река в Свердловской области России. Устье реки находится в 458 км по левому берегу реки Пелым. Длина реки составляет 66 км, площадь водосборного бассейна — 399 км². В 41 км от устья, по правому берегу реки впадает река Анянтоип.

## Данные водного реестра
По данным государственного водного реестра России относится к Иртышскому бассейновому округу, водохозяйственный участок реки — Тавда от истока и до устья, без реки Сосьва от истока до водомерного поста у деревни Морозково, речной подбассейн реки — Тобол. Речной бассейн реки — Иртыш.
Код объекта в государственном водном реестре — 14010502512111200011901.